# Андерссон, Андерс (футболист)
Андерс Андерссон (швед. Anders Andersson; 15 марта 1974, Томелилла, Швеция) — шведский футболист, полузащитник известный по выступлениям за клубы «Мальмё», «Бенфика» и сборной Швеции. Участник чемпионатов Европы 2000 и 2004 годов. Участник Олимпийских игр 1992 года.

## Клубная карьера
Андерссон начал карьеру в клубе «Мальмё». Постепенно он стал лидером команды и несмотря на то, что не смог помочь ей выиграть Аллсвенкан лигу, его начали регулярно вызывать в сборную Швеции. В 1997 году Андерс перешёл в английский «Блэкберн Роверс». В Англии он не смог выиграть конкуренцию за место в основе и сыграл всего в четырёх матчах, забив гол в матче Кубка лиги против «Престон Норт Энд».
В 1999 году Андерссон перешёл в датский «Ольборг». В первом же сезоне он помог новой команду выиграть датскую Суперлигу. Реанимировав карьеру в Дании, Андерс покинул «Ольборг» в 2001 году и принял приглашение лиссабонской «Бенфики». В основе «орлов» Андерссон появлялся не часто, но регулярно выходил на замену.
В 2004 году он покинул «Бенфику» и сезон отыграл за «Белененсиш», а затем вернулся в «Мальмё». В 2008 году Андерссон завершил карьеру футболиста.

## Международная карьера
В 1992 году в составе сборной Андерс поехал на Олимпийские игры в Барселону. На турнире он был запасным и не сыграл ни минуты.
В 1994 году Андерссон дебютировал за сборную Швеции. 4 февраля 2000 года в товарищеском матче против сборной Норвегии он забил свой первый гол за национальную команду, реализовав пенальти. В 2000 году Андерс попал в заявку на участие в чемпионате Европы в Бельгии и Нидерландах. На турнире он сыграл в матче против сборной Турции.
В 2004 году Андерссон во второй раз принял участие в чемпионате Европы в Португалии. На турнире он сыграл в поединке против сборной Дании.

## Достижения
«Ольборг»
- Чемпион Дании: 1998/99